# Курочкин, Юрий Михайлович
Ю́рий Миха́йлович Ку́рочкин (29 октября [11 ноября] 1913, Чусовой, Пермская губерния, Российская империя — 15 января 1994, Екатеринбург, Россия) — советский писатель-фантаст, геодезист и краевед.

## Биография
Родился 29 октября (11 ноября) 1913 года в посёлке Чусовского завода (ныне город Чусовой) в Пермской губернии. Родители — мещанин города Осы Михаил Павлович Курочкин и Нина Порфирьевна.
В 1925 году начал печататься в детских газетах Уральской области. В 1932—1936 годах работал в свердловском журнале «Техника — смене». Будучи сотрудником журнала, вступил в переписку с Константином Циолковским, который по просьбе Курочкина специально для журнала написал материал, оказавшийся автобиографией «Черты из моей жизни».
Публиковал в журнале «Техника смене» фантастические рассказы и повести под различными псевдонимами (Юр. Кир, Юр. Кин, Р. Онцевер и др.). По некоторым предположениям, один из псевдонимов Курочкина, Р. Онцевер, является анаграммой слова революционер.
Служил в Красной армии на Дальнем Востоке (1936—1938), как артиллерийский разведчик принимал участие в боях у озера Хасан. Работал в редакциях газет «Красный боец» (1938—1940), «Всходы коммуны» (1940—1941).
В 1941 году был арестован и осужден за «контрреволюционную агитацию» на десять лет лишения свободы. В 1951 году был освобождён и, лишённый права жить в больших городах, работал в строительных организациях Нижнего Тагила прорабом, геодезистом. С 1955 года жил в Свердловске. Полностью реабилитирован в 1956 году.
В феврале 1958 года при создании журнала «Уральский следопыт» был назначен членом редакционной коллегии и заведующим отделом краеведения. Писатель Владислав Крапивин, работавший вместе с Юрием Курочкиным, характеризовал его как «знаменитого краеведа и эрудита».
Автор 12 книг.
Архив Ю. М. Курочкина сдан в 1993 году и хранится в Государственном архиве Свердловской области (фонд Р-2731).
Умер 15 января 1994 года в Екатеринбурге. Похоронен на Лесном кладбище.

## Участие в творческих и общественных организациях
- Член Союза писателей СССР (с 1983)[2]

## Награды и премии
- Премия имени В. П. Бирюкова (1973)[7]
- Премия имени Н. К. Чупина (1977)[8]

### Публикации Юрия Курочкина

#### Книги
- Курочкин Ю. Из театрального прошлого Урала. — 1957.
- Курочкин Ю. Легенда о Золотой бабе: Повесть. — 1963.
- Курочкин Ю. Памятные тропы: Были разных лет / Предисл. Вл. Лидина. — Свердловск: Средне-Уральское книжное издательство, 1964. — 15 000 экз.
- Курочкин Ю. Легенда о Золотой бабе: Повесть / [Худож. Н. Казанцева]. — 2-е изд., доп. — Свердловск: Средне-Уральское книжное издательство, 1968. — 156 с. — (Уральская библиотека: приключения, фантастика, путешествия). — 50 000 экз.
- Курочкин Ю. Бабушка уральского театра: Е. А. Иванова. — Свердловск, 1969.
- Курочкин Ю. Уральские находки. — Свердловск: Средне-Уральское книжное издательство, 1982. — 271 с.
- Курочкин Ю. Тобольский узелок: Повесть. — Свердловск: Средне-Уральское книжное издательство, 1985. — 205 с.
- Курочкин Юрий. Приключения Мадонны. — 1973.
- Курочкин Ю. Уральский вояж поэта: [О В. А. Жуковском]. — Челябинск: Южно-Уральское книжное издательство, 1988. — 139 с.
- Курочкин Ю. Книжные встречи. — М.: Книга, 1988. — 239 с.

#### Журнальные публикации
- Юр. Кип. Таинственный гость: Рассказ // Техника смене. — 1933. — № 5. — С. 14—15.
- Юр. Кип. Тайна трех букв: Рассказ // Техника смене. — 1934. — № 12. — С. 10—12.
- Р. Онцевер. Короткое замыкание: Повесть // Техника смене. — 1938. — № 5—8.

### О Юрии Курочкине
- Бирюков В. П. Автограф великого учёного // Бирюков В. П. Записки уральского краеведа. — Челябинск: Южно-Уральское книжное издательство, 1964. — С. 79—80. Архивировано 22 октября 2012 года.
- Халымбаджа И. Тайна псевдонима // Лавка фантастики (Пермь). — 1998. — № 1. — С. 34.
- Мосин А. Г. Краеведение как судьба. Юрий Михайлович Курочкин (1913—1994) // Третьи всероссийские краеведческие чтения. Москва — Коломна. 22—23 июня 2009 г. — М., 2009. — С. 286—291.